# Juan Luis Colino Salamanca
Juan Luis Colino Salamanca (ur. 5 maja 1947 w Valladolid) – hiszpański polityk i urzędnik państwowy, poseł do Kongresu Deputowanych, poseł do Parlamentu Europejskiego II, III i IV kadencji.

## Życiorys
Ukończył prawo na Uniwersytecie w Valladolid, pracował jako urzędnik służby cywilnej. Działacz Hiszpańskiej Socjalistycznej Partii Robotniczej. Od 1977 do 1987 z ramienia PSOE zasiadał w Kongresie Deputowanych kadencji konstytucyjnej, a następnie I, II i III. Od 1986 do 1999 był eurodeputowanym, należał do frakcji socjalistycznej, pełnił funkcję przewodniczącego komisji zajmujących się kwestiami rolnictwa.